# Coeroeni
Coeroenie (algunos lo escriben Coeroeni) es uno de los sububios en que se divide el distrito de Sipaliwini, en Surinam. Este ressort queda demarcado por el cauce del río Coeroeni.
Al este linda con el ressort de Tapanahoni, mientras que al sur se encuentra la frontera con Brasil. Por el oeste se encuentra la frontera con Guyana, el extremo oeste del ressort es la región de Tigri la cual es objeto de una disputa pro demarcación de la frontera con Guyana. Hacia el norte se encuentran los ressorts de Kabalebo y Boven Coppename y en noroeste los ressort de Boven Saramacca y Boven Suriname.
Según los datos del censo del año 2004 Coeroenie posee una población de 1.299 habitantes. Las localidades más populosas del ressort son Kwamalasamutu, Anapi y Alalapadu.